# Снежна стрнадица
Снежна стрнадица (лат. Plectrophenax nivalis) је мала птица певачица из породице Calcariidae. Снежна стрнадица је арктички специјалиста, са циркумполарним арктичким подручјем гнежђења широм северне хемисфере. Постоје мале изоловане популације на неколико високих планинских врхова јужно од арктичког региона, укључујући Кернгормс у централној Шкотској и планине Сент Илијес на јужној граници Аљаске и Јукона, као и планину Кејп Бретон. Снежна стрнадица је најсеверније забележена птица певачица на свету. 

## Таксономија
Снежну стрнадицу је формално описао шведски природњак Карл фон Лине 1758. године у десетом издању своје „Systema Naturae“ . Сврстао ју је са стрнадицама у род Emberiza и сковао биномно име Emberiza nivalis. За локалитет је одредио Лапонију. Сада је Снежна стрнадица смештена у род Plectrophenax, који је 1882. године описао норвешки зоолог Леонард Штајнегер, а снежна стрнадица је типична врста. Име рода Plectrophenax потиче од старогрчких речи plektron, „петлова мамуза“, и phenax „варалица“, а специфична епитет nivalis је латинска реч за „снежно бела“.
Снежна стрнадица је раније била класификована у породицу Emberizidae, којој су припадали амерички врапци, стрнадице, пипилои и зебе. Све ове врсте су настале након широког геолошки скорашњег насељавања птица певачица. Међутим, сада је део уже породице Calcariidae, којој припадају стрнадице. Упркос широкој распрострањености ове врсте, постоје само веома мале разлике између различитих фенотипова.
Прихваћене су четири подврсте, које се незнатно разликују у шари перја гнездећих мужјака:
- Plectrophenax nivalis nivalis (Linnaeus, 1758) - арктичка Европа, арктичка Северна Америка. Глава бела, тртице углавном црне са малом белом површином
- Plectrophenax nivalis insulae (Salomonsen 1931) - Исланд, Фарска Острва, Шкотска. Глава бела са црнкастим оковратником, сапи црне боје
- Plectrophenax nivalis vlasowae (Portenko), 1937 - Арктичка Азија. Глава бела, тртице углавном беле
- Plectrophenax nivalis townsendi (Ridgway), 1887 - Алеутска острва, Камчатка, обала Далеког источног Сибира. Као Plectrophenax nivalis vlasowae, али мало већа.

Веома је блиско повезана са берингијском белом стрнадицом (Plectrophenax hyperboreus), која се разликује по томе што има још више беле боје у перју. Хибриди између ове две врсте се јављају на Аљасци, и неки аутори их сматрају конспецифичним, иако се тренутно генерално третирају као засебне врсте.
Хибрид са стрнадицом остругашицом (Calcarius lapponicus) је фотографисан у заливу Сент Луис, Њуфаундленд и Лабрадор, Канада, током пролећне миграције у априлу 2011. године.

## Опис
Снежна стрнадица је полно диморфна, средње велика птица певачица. Живи по земљи и хода, трчи и може да скаче ако је потребно. Прилично је велика и има дуга крила за стрнадицу . Мери 15 цм са распоном крила од 32-38 цм и тежи 30-40 г. Кљун је обично жут са црним врхом, међутим, код мужјака је кљун лети потпуно црн. Перје је бело одоздо, а крила и леђа су црно-бели. Женка и мужјак имају различито перје; током сезоне гнежђења, мужјак је бео са црним врховима крила и црним леђима, док женка има црне врхове крила и црно перје на леђима обрубљено смеђим. Током зиме, обе врсте имају широке наранџасто-смеђе ресе на леђном перју. У пролеће, стрнадице се не митаре као многе друге птице певачице. Уместо тога, гнетдеће перје долази са хабањем и абразијом смеђих реса како би се приказали само црни средишњи делови перја. За разлику од већине птица певачица, има пернате горње делове ногу, што је адаптација на сурово хладно окружење. Ниједна друга прица певачица не може зимовати тако северно као ова врста, осим обичног гаврана (Corvus corax).
Снежна стрнадица се лако може помешати са белом стрнадицом (Plectrophenax hyperboreus) због сличности у њиховом перју и појаве хибрида. Такође се може помешати са стрнадицом остругашицом (Calcarius lapponicus), која се разликује углавном по минималној количини беле боје на крилима; њихова оглашавања су слична, али снежна стрнадица има више „течног“ таласастог тона, док стрнадица остругашица има сувљи, звецкајући тон. Још једна врста са којом се може јавити је ушата шева (Eremophila alpestris), иако она има упадљив црно-жути шарени узорак на глави, дужи, делимично црни реп и нема беле боје на крилима.

### Оглашавање
Оглашавање је карактеристично таласасто звиждање, "пер,р,р,рит", а песма је кратко, али гласно цвркутање "худиди фит фит фиу худиди.
Снежне стрнадице користе вокализације за међусобну комуникацију, а мужјаци користе песму како би привукли женку. Комуникацијска оглашавања изводе и мужјак и женка и обично се емитују у лету или са земље, док мужјаци често емитују песму са места за седење или у лету. Мужјаци ће почети да певају чим стигну до места за гнежђење и престаће када пронађу партнерку. Студије су показале да квалитет и брзина којом се песма емитује утичу на репродуктивни успех мужјака. Брзина песме мерена бројем строфа у минути ограничена је потребама мужјака за храном; стога, мужјак који је у стању да пева чешће показује да је успешнији и ефикаснији у свом понашању у потрази за храном. Песма постаје показатељ родитељских квалитета мужјака, јер ће ефикасно понашање у потрази за храном обезбедити већу вероватноћу преживљавања младунаца. Женке ће затим бирати своје партнере на основу оцене певања мужјака. Код снежних стрнадица, вокализације код мужјака су јединствене за сваку јединку, иако постоји одређено дељење слогова међу њима. Јединственост сваке песме открива способност препознавања између јединки и утиче на кондицију и репродуктивни успех јединке. Песме трају 2 секунде и имају фреквенцију од 2 до 6. kHz. Свака песма је састављена од сличних и различитих фигура које стварају различите мотиве који ће се смењивати и понављати, што резултира јединственим обрасцем за сваку мушку јединку.

## Распрострањеност и станиште
Снежна стрнадица живи на веома високим географским ширинама у арктичкој тундри. Не постоји очигледна граница њеног северног ареала, док је јужни ареал ограничен трајањем дневног светла, што утиче на њихову репродуктивну активност. Снежна стрнадица се налази у високој арктичкој тундри Северне Америке, острва Елсмир, Исланда, виших планина Шкотске, Норвешке, Русије, Северног Гренланда, Сибира, Нове Земље и Земље Франца Јозефа. Током зиме, ова птица мигрира у северну умерену зону, укључујући југ Канаде, север Сједињених Држава, обале и равнице северне Европе у Великој Британији, Холандији, Немачкој, Пољској, Украјини и источно до централне Азије. Током последњег леденог доба, снежна стрнадица је била широко распрострањена широм континенталне Европе.
Током периода гнежђења, снежна стрнадица тражи каменита станишта на Арктику. Пошто је вегетација у тундри ниска, ова птица и њени младунци су изложени предаторима и како би осигурала опстанак свог потомства, снежна стрнадица прави гнездо у шупљинама како би заштитила младунце од било какве претње. Током овог периода, снежне стрнадице такође траже станиште богато вегетацијом, као што су влажне ливаде са шашом и подручја богата лишајевима. Зими траже отворена станишта као што су фарме, неплодна поља и обале језера, где се хране семењом у земљи.

### Миграција
Снежне стрнадице мигрирају на Арктик ради гнежђења и оне су први мигранти које стижу на ове територије. Мужјаци ће први стићи почетком априла, када температура може достићи и до -30°C. Ова рана миграција могла би се објаснити чињеницом да је ова врста веома територијална и да је квалитет подручја за гнежђење кључан за њихов репродуктивни успех. Женке ће стићи четири до шест недеља касније, када снег почне да се топи. Обично мигрирају у малим јатима и имају таласасти лет на умереној висини.
Снежне стрнадице презимљавају у северним умереним зонама на отвореним пољима и формирају јата која могу бројати стотине јединки. Напуштају Арктик средином и крајем септембра, мада неке започињу миграцију почетком новембра. Женка одлази прва и има тенденцију да зимује на јужнијим територијама од мужјака, док младунци напуштају Арктик касније од одраслих. Када снежна стрнадица мигрира на југ, може да изгуби тежину коју је добила током сезоне гнежђења.
Миграција је ноћна и птице су у стању да детектују геомагнетско поље Земље како би се усмериле ка својој територији за гнежђење и презимљавање. Оријентација снежне стрнадице током миграције је независна од било које врсте визуелног сигнала. Штавише, студије су показале да ће само јединке са адекватним складиштењем енергије моћи да одаберу сезонски одговарајуће правце током миграције.

### Физиолошке адаптације
Непосредно пре сезоне гнежђења, снежне стрнадице пролазе кроз значајне физиолошке промене како би се припремиле за путовање у више арктичке регионе. Једна од најочигледнијих промена је повећање телесне тежине. Пролазе кроз процес хиперфагије, односно повећаног уноса хране, што им акумулира резерве масти. Њихова укупна масна маса се повећава за 30%, док им се мишићна маса смањује за 15%. Величина њиховог грудног мишића се такође повећава тако да могу повећати термогенезу дрхтања кроз контракције мишића. Како стижу до Арктика, снежне стрнадице морају бити спремне за удварање и гнежђење. Њихове резерве масти такође обезбеђују енергију за гнежђење током овог периода. Када се сезона парења заврши, снежне стрнадице губе већину вишка масти како би се вратиле у јужне регионе где настављају да живе до следеће сезоне.

## Понашање

### Исхрана и храњење
Од јесени до пролећа, снежна стрнадица једе разне корове као што су чворић, амброзија, амарант, гушчја стопала, главочика, а такође једе и разне врсте семења трава. Током ове сезоне храниће се у снегу сакупљајући семење са доњих стабљика. Током лета њихова исхрана укључује семе  боровнице, бисторте, мак, љубичасте камењаре и бескичмењаке попут лептира, риличара, мува, оса и паука. Птићи се хране искључиво бескичмењацима. Снежне стрнадице такође лове пауке бацајући камење около, а ређе ће покушавати да ухвате бескичмењаке у лету.

### Гнежђење
Снежне стрнадице имају моногамно понашање у којем мужјаци позитивно утичу на репродуктивни успех женке, иако нису неопходни за опстанак гнезда. Мужјак ће пратити женку током њеног плодног периода како би се уверио да се неће парити ни са једним другим мужјаком. Места за гнежђење пружају безбедност, али представљају и друге изазове за снежне стрнадице, јер у пукотинама и процепима стена микроклима може бити сурова, време инкубације може бити дуже за ову врсту и постоји ризик да ниже температуре убију ембрион. Да би превазишли ове изазове, мужјак ће доносити храну женки током времена инкубације, на тај начин ће она моћи стално да контролише температуре микроклиме гнезда, побољшавајући успех излегања и смањујући време инкубације.
Полаже јаја чим температура околине буде изнад 0°C Јаја су плаво-зелена, пегаво-смеђа и излежу се за 12-13 дана, а млади су већ спремни за лет након додатних 12-14 дана.

#### Понашање током удварања
Понашање снежних стрнадица током гнежђења варира у различитим деловима света. На Гренланду, мужјак ће имати претећи приказ како би бранио своју територију. Овај приказ ће се састојати од веома гласних позива, мужјак ће спустити главу и потпуно ће се окренути према новопридошлици. Мужјаци ће такође имати церемонијални лет како би привукли женку, у којем ће достићи висину од 10-15 м, затим ће клизити, певати песму веома гласно, а затим ће наставити да певају из седећег положаја.

## Утицаји климатских промена на популације снежних стрнадица
Неколико индекса указује на то да би климатске промене могле потенцијално имати важан утицај на популације снежних стрнадица. Арктички осцилациони индекс (АО) је регионални климатски индекс који помаже у предвиђању еколошких процеса. На Арктику, када је АО индекс у позитивној фази, постоје више зимске температуре и падавине, након чега следи раније и топлије пролеће, а лето је облачно и влажно са нижим температурама. Обично АО индекс тежи да осцилује од позитивне до негативне фазе, али током последњих 40 година, АО индекс је остао у позитивној фази. Студије су показале да топлија пролећа покрећу рано понашање гнежђења код снежних стрнадица које се не усклађује са врхунцем њихових извора хране, што доводи до ниже стопе успеха излегања младунаца. Штавише, више температуре ће на Арктик довести друге врсте које ће се такмичити са снежним стрнадицама. Такође се сматра да би више температуре могле омогућити већи опстанак другог легла код снежних стрнадица.

## Галерија
- Илустрација одраслих и младих снежних стрнадица Џон Џерард Кејлеманс 1905.
- Мужјак Plectrophenax nivalis insulae у гнездећем перју  Исланд
- Мужјак снежне стрнадице у гнездећем перју Енглеска
- Мужјак снежне стрнадице у гнездећем перју Шкотска
- Plectrophenax nivalis Парк острва Петри, Отава, Онтарио, Канада
- Снежна стрнадица у зимском перју Немачка
- Композитни ИД
- Јаја снежне стрнадице - MHNT
- Снежна стрнадица у лету Аљаска